# 淨眾寺神會
釋神会（720年—794年），俗姓石，生於唐朝扶风郡凤翔县（今中華人民共和國陕西省凤翔县），禪宗比丘，居益州成都府（今中華人民共和國四川省成都市）淨眾寺，為淨眾寺無相門下，人稱淨眾寺神會，也被稱為益州石、石和尚、益州神會。為淨眾宗的一員。
原籍西域，在其祖父時遷居鳳翔。据称其年轻时，至性悬解，明智内发，大璞不耀。三十岁，入成都府净众寺，遇无相大师，拜于门下。深得无相器重，其后，由他接掌净众寺。他提倡“即心是佛”说，主张寂照灭境，超证离念，即心是佛，不见有身。依学人之上中下根性，个别接引入道。受到韦皋善待。唐德宗贞元十年圆寂，世寿七十五，法腊三十六。弟子益州南印传法于遂州道圆，道圆传法于圭峰宗密。另有弟子那提等。